# Sebastian Fagerlund

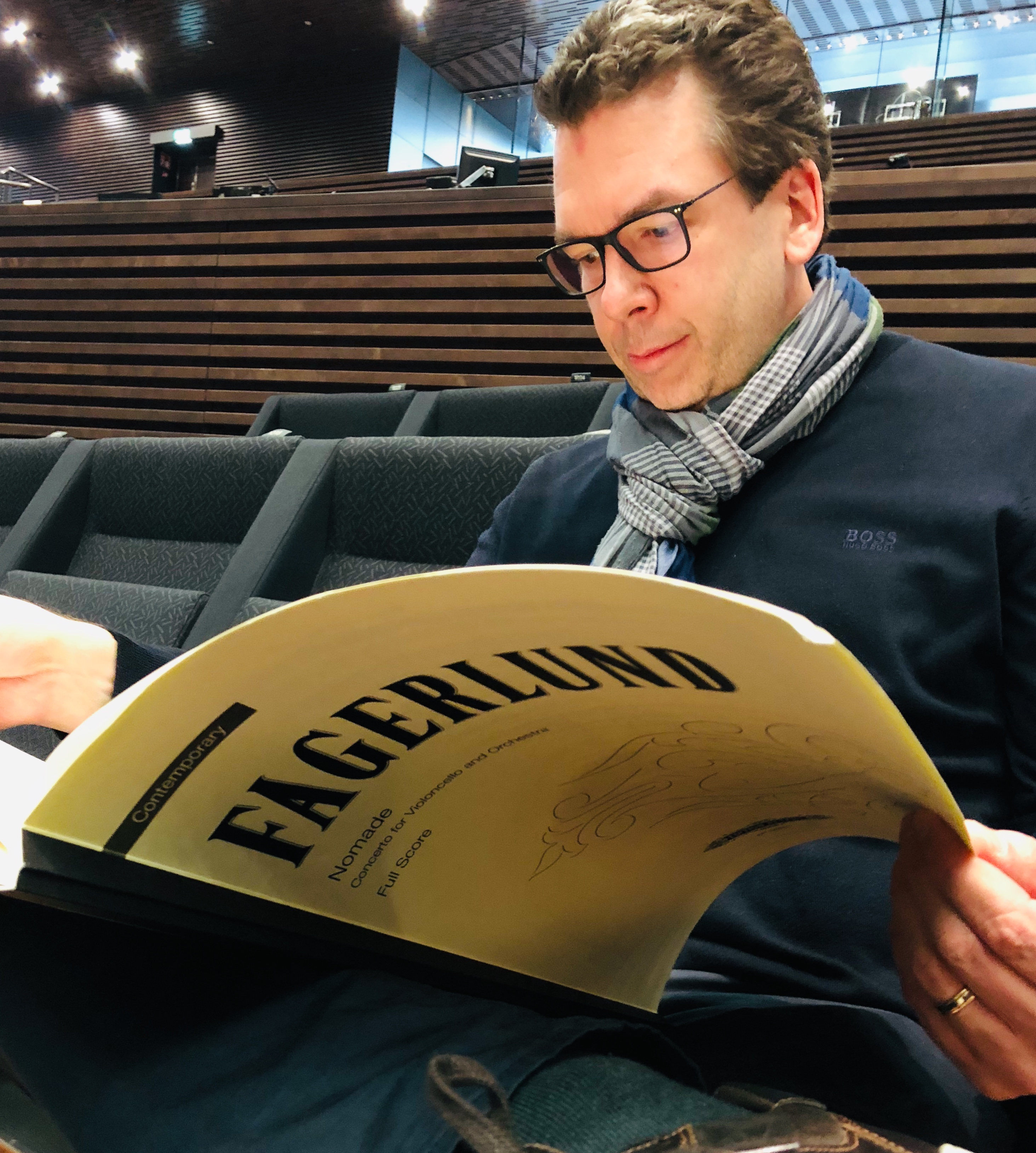
Sebastian Fagerlund

Sebastian Fagerlund (geboren am 6. Dezember 1972 in Pargas, Finnland) ist ein finnischer Komponist.

## Leben
Fagerlund studierte bis zu seinem Diplom 2004 an der Sibelius-Akademie in Helsinki Komposition bei Erkki Jokinen. Sein erster großer Erfolg war das Klarinettenkonzert von 2006. Seitdem entwickelte er sich zu einem der gefragtesten Komponisten seiner Generation.
Ein Schwerpunkt seiner Arbeit liegt auf Solokonzerten und Orchesterwerken. Außerdem schrieb er Kammermusik, Vokal- und Chorwerke und bislang zwei Opern – Döbeln (2009) und Höstsonaten (2017). Viele seiner Kompositionen wurden von bedeutenden Orchestern, Dirigenten und Musikern beauftragt und aufgeführt.
2011 erhielt er für sein Orchesterwerk Ignite den Teosto-Preis der Verwertungs-Gesellschaft der finnischen Musiker. Zwischen 2013 und 2019 war er künstlerischer Direktor des RUSK Chamber Music Festival in Pietarsaari (Finnland). In der Saison 2016/2017 war er „Composer in Residence“ am Concertgebouw Amsterdam. Im Jahr 2018 wurde Fagerlund als Gastkomponist beim Aspen Music Festival eingeladen, und seine Oper Höstsonaten (Herbstsonate) wurde für den International Opera Award 2018 nominiert.

## Werke
Die folgende Liste basiert auf den Angaben bei musicfinland.fi (Stand November 2017). Die meisten Werke sind bei der Edition Peters im Druck erschienen.
Bühnenwerke
- 2009: Döbeln – 2 Soprane, Tenor, Bariton, Bass und Orchester (1021 1110 11 0, Klavier, Streicher)
- 2016: Höstsonaten – 2 Soprane, Mezzosopran, Bariton, Bass, gemischter Chor, Orchester (3333 4331 13 1, Klavier, Streicher)

Vokalwerke
- 2000: Revontulet – Sopran, Klavier
- 2001: Liten svit – Bariton, Klavier
- 2001: Speglingar – Bariton, Klavier
- 2002: Sinnlighetens fest – Männerchor
- 2003: Höga lågor, stilla vatten – Sopran, Mezzosopran, Bariton und Orchester (2222 2210 11 1, Streicher [Piccoloflöte, Englischhorn, Bassklarinette, Kontrafagott])
- 2006: Teckning – Männerchor [TTTTBBB]
- 2009: Staden – Sopran, Klavier
- 2010: Nocturne – Frauenchor
- 2019: Dream Land – Männerchor

Werke für Orchester oder großes Ensemble
- 2003: Renergies – Orchester (1111 1110 02 0, Klavier, Streicher [Englischhorn, Bassklarinette])
- 2007: Isola – Orchester (2232 3210 11 0, Streicher mindestens 65443 [Englischhorn, 2 Bassklarinetten])
- 2007: Preghiera – Schlagzeug und Streicher
- 2009: Partita – drei Schlagzeuger und Streicher
- 2010: Ignite – Orchester (3333 4331 14 1, Klavier, Streicher [Piccoloflöte, Englischhorn, Bassklarinette, Kontrafagott])
- 2015: Strings to the Bone – Streicher
- 2015: Stonework – Orchester (3333 4331 12 1, Klavier, Streicher [Piccoloflöte, Englischhorn, Bassklarinette, Kontrafagott])
- 2016: Skylines – 3 Flöten (3. auch Piccolo), 3 Oboen, 2 Klarinetten in B, Bassklarinette in B, 2 Fagotte, Kontrafagott, 4 Hörner in F, 3 Trompeten in C, 3 Posaunen, Tuba, Pauken, 3 Schlagzeuger, Klavier, Harfe, Streicher
- 2017: Drifts – Orchester (3333 4331 13 1, Klavier, Streicher)
- 2018: Water Atlas – Orchester (3333 4331, Pauken, 4 Schlagzeuger, Klavier, Harfe, Streicher)
- 2021: Chamber Symphony
- 2022: Beneath

Werke für Solisten und Orchester
- 1998: Emanations – Klarinette solo, zwei Schlagzeuger und Streicher
- 2004: Konzert für Altsaxophon und Orchester – Altsaxophon solo und Orchester (1111 2110 01 1, Klavier, Streicher [Streicher mindestens 44322])
- 2005: Konzert für Klarinette und Orchester – Klarinette solo und Orchester (2222 2210 11, Klavier, Streicher)
- 2012: Violinkonzert – Violine solo und Orchester (3333 4331 13 1, Klavier, Streicher [Piccoloflöte, Englischhorn, Bassklarinette, Kontrafagott])
- 2013: Silent Words – Violoncello solo und Streicher
- 2013: Stone on Stone – Violoncello und Ensemble
- 2013: Transit – Gitarre solo und Orchester (2222 2210 03 1, Streicher [Piccoloflöte, Bassklarinette])
- 2014: Mana – Fagott solo und Orchester (2222 2221 12 0, Klavier, Streicher [Piccoloflöte, Englischhorn, Bassklarinette, Kontrafagott])
- 2018: Nomade – Violoncello solo und Orkester
- 2021: Terral – Flöte solo und Orchester
- 2023: Lanterna – Violine solo, Violoncello solo, Klavier solo und Orchester
- 2023: Arcantio – Kontrabass solo und Orchester
- 2023: Helena’s Song – Violine solo und Orchester

Kammermusik
- 2002: Short Stories – Sopransaxophon, Altsaxophon, Tenorsaxophon, Baritonsaxophon
- 2002: Imaginary Landscapes – Flöte, Oboe, Klarinette, Klavier, 2 Violinen, Viola, Violoncello, Kontrabass
- 2004: Klarinettenquintett – Klarinette, 2 Violinen, Viola, Violoncello
- 2005: Breathe – Klarinette, Akkordeon, Violoncello
- 2006: Streichquartett Nr. 1 – 2 Violinen, Viola, Violoncello
- 2006: Cadenza – klarinette und ein Instrument mit geringer Reichweite
- 2008: Sky – 2 Flöten, Laute, Cembalo, 3 Violinen, Viola, Violoncello, Kontrabass
- 2008: Scherzic – Viola, Violoncello
- 2009: Traces and Shadows – Violoncello und Klavier
- 2009: Sky II – 2 Flöten, Cembalo, Gitarre, 2 Violinen, Viola, Violoncello, Kontrabass
- 2010: Fuel – Klarinette, Violoncello, Klavier
- 2010: Exhibit – Flöte, Klarinette, Fagott, Klavier, Harfe, Violine, Viola, Violoncello
- 2010: Oceano – Violine, Viola, Violoncello
- 2010: Rush – Violine, Klarinette, Zymbal, 2 Klaviere
- 2011: Rounds – Klarinette, Klavier
- 2011: Rush II – Violine, Klarinette, Zymbal, Klavier zu 4 Händen
- 2011: Sonate für Klarinette und Klavier
- 2013: Transient Light – Horn, Violine, Violoncello, Klavier
- 2013: Silent Words – Violoncello, Klavier
- 2014: Stilla – Violine, Klavier
- 2016: Windways – 4 Blockflöten
- 2016: Oktett Autumn Equinox – Klarinette, Fagott, Horn, 2 Violinen, Viola, Violoncello, Kontrabass
- 2017: Streichquartett Nr. 2 From the Ground
- 2018: Fuel II – Flöte, Klarinette, Violine, Violoncello, Klavier
- 2018: Woodlands Variations – Fagott, 2 Violinen, Viola, Violoncello
- 2022: Remain – Klaviertrio

Werke für Soloinstrumente
- 1999: Flow – Klarinette
- 2000: Ground – Altsaxophon
- 2003: Reminiscence – Violine
- 2003: Environs – Orgel
- 2005: Recordanza – Tenorblockflöte
- 2007: Licht im Licht – Klavier
- 2007: Six Piano Pieces – Klavier
- 2011: Kromos – Gitarre
- 2012: Woodlands – Fagott
- 2019: Materie – Violine
- 2021: Recitativo – Violoncello

Elektroakustische Werke
- 1998: Element – Achtkanal-Tonband

## Diskographie
- 2000 – Emanations, Turku Conservatoire Orchestra, Christoffer Sundqvist, Klarinette, Dirigent: Sauli Huhtala, KACD2001-2.
- 2001 – Ground, Olli-Pekka Tuomisalo, Altsaxophon, Risto-Matti Marin, Klavier, OPTCD-01003-4.
- 2001 – Ground, Olli-Pekka Tuomisalo, Altsaxophon, FSSCD-01001.
- 2002 – Sinnlighetens fest, Polytech Choir, Dirigent: Juha Kuivanen, PKCD 19.
- 2003 – Imaginary Landscape, Uusinta Chamber Ensemble, UUCD 101.
- 2005 – Saxophone Concerto, Olli-Pekka Tuomisalo, Saxophon, Chamber Orchestra Avanti!, Dirigent: Dmitri Slobodeniouk, JaseCD 0042.
- 2007 – Northern Lights, Anu Komsi, Sopran, Pia Värri, Klavier, ABCD 231.
- 2009 – Imaginary Landscapes, Turku Ensemble, JJVCD-69.
- 2010 – Licht im Licht, Risto-Matti Marin, ABCD 305.
- 2010 – Short Stories, The Academic Saxophone Quartet, OPTCD-10007-8.
- 2010 – Döbeln, West Coast Kokkola Opera, Dirigent: Sakari Oramo, BIS-SACD-1780.
- 2011 – Clarinet Concerto, Partita, Isola, Christoffer Sundqvist, Klarinette, Gothenburg Symphony Orchestra, Dirigent: Dima Slobodeniouk, BIS-SACD-1707.
- 2015 – Darkness in Light – Violin Concerto, Ignite, Pekka Kuusisto, Violine, Finnish Radio Symphony Orchestra, Dirigent: Hannu Lintu, BIS-2093.
- 2016 – Mana – Bassoon Concerto, Woodlands, Bram van Sambeek, Fagott, Lahti Symphony Orchestra, Dirigent: Okko Kamu, BIS-2206 (mit dem Fagottkonzert von Kalevi Aho)
- 2018 – Stonework, Drifts, Transit – Guitar Concerto, Ismo Eskelinen, Gitarre, Finnish Radio Symphony Orchestra, Dirigent: Hannu Lintu, BIS-2295
- 2018 – Höstsonaten, Autumn Sonata, Anne Sofie von Otter, Erika Sunnegårdh, Helena Juntunen, Tommi Hakala, Nicholas Söderlund, Finnish National Opera Chorus & Orchestra, Dirigent: John Storgårds, BIS-2357.
- 2020 – Kromos – 21st Century Guitar Music, Ismo Eskelinen, Gitarre, BIS-2395
- 2021 – Oceano – Chamber Music by Sebastian Fagerlund, String Quartet Meta4, Paavali Jumppanen (Klavier), Christoffer Sundqvist (Klarinette), Hervé Joulain (Horn), BIS-2324
- 2021 – Nomade – Cello Concerto, Water Atlas, Nicolas Altstaedt, Violoncello, Finnish Radio Symphony Orchestra, Dirigent: Hannu Lintu, BIS- 2455
- 2022 – Breathe, Trio Klangspectrum, Genuin
- 2023 – Terral – Strings to the Bone, Chamber Symphony, Sharon Bezaly (Flöte), Tapiola Sinfonietta, Dirigent: John Storgårds, BIS-2639